# Коронавірусна хвороба 2019 на Сент-Вінсенті і Гренадинах
Епідемія коронавірусної хвороби 2019 на Сент-Вінсенті і Гренадинах — це поширення пандемії коронавірусної хвороби 2019 на територію Сент-Вінсента і Гренадинів. Перший випадок хвороби в країні зареєстрований 11 березня 2020 року.

## Хронологія

### Березень-червень 2020 року
11 березня 2020 року на Сент-Вінсенті і Гренадинах виявлено перший випадок коронавірусної хвороби. Цей хворий прибув із Великої Британії до Сент-Вінсента через Барбадос. Спочатку він летів літаком авіакомпанії «British Airways» до Барбадосу, а далі летів літаком компанії LIAT до Сент-Вінсента.
27 березня 2020 року міністр охорони здоров'я країни Люк Браун повідомив, що повторне тестування в хворого, який спочатку мав позитивний результат, виявилось негативним.
1 квітня 2020 року на Сент-Вінсенті і Гренадинах зареєстровано другий випадок коронавірусної хвороби. Прем'єр-міністр країни Ральф Гонсалвіш оголосив, що щорічний фестиваль «Vincy Mas» у 2020 році буде скасований, щоб захистити населення від поширення COVID-19.
2 квітня 2020 року міністерство охорони здоров'я повідомило про виявлення 3-го випадку хвороби.
3 квітня 2020 року міністерство охорони здоров'я повідомило про виявлення 4 нових випадків хвороби, внаслідок чого загальна кількість випадків хвороби зросла до 7.
19 травня 2020 року міністерство охорони здоров'я повідомило, що загальна кількість випадків хвороби в країні зросла до 18.
29 травня 2020 року міністерство охорони здоров'я країни повідомило про виявлення 26-го випадку хвороби в країні.
7 червня 2020 року повідомлено про виявлення на Сент-Вінсенті і Гренадинах ще одного нового випадку хвороби.
16 червня 2020 року повідомлено про 2 нових випадки COVID-19 на Сент-Вінсенті та Гренадинах.
25 червня 2020 року повідомлено, що на Сент-Вінсенті і Гренадинах не залишилось активних випадків COVID-19.

### Липень-грудень 2020
12 липня 2020 року повідомлено, що на Сент-Вінсенті і Гренадинах виявлено 6 нових випадків COVID-19. Два нових випадки — з рейсу «American Airlines», який прибув з Маямі 11 липня 2020 року, і кілька пасажирів, які прибули цим рейсом, порушили умови свого карантину.
18 липня 2020 року повідомлено про 3 нових випадки COVID-19.
19 липня 2020 року повідомлено, що виявлено ще 6 випадків COVID-19.
29 липня 2020 року повідомлено про виявлення ще 2 випадків COVID-19.
9 серпня 2020 року повідомлено про виявлення ще 2 випадків COVID-19, 3 одужання, на той день у країні 5 було активних випадків хвороби.
13 серпня 2020 року повідомлено, що було проведено 3 нові одужання після COVID-19, та залишилось лише 2 активні випадки хвороби.
25 серпня 2020 року повідомлено, що в країні залишився лише 1 активний випадок хвороби.
27 серпня 2020 року повідомлено, що в 2 відвідувачів, які зупинились у 5-зірковому курортному готелі «Mandarin Oriental» на Кануані, підтверджено позитивний результат тестування на коронавірус.
1 вересня 2020 року повідомлено, що ще одна особа з групи шведських туристів, яка прибула 19 серпня з Гренади, інфікована коронавірусом.
6 вересня 2020 року повідомлено про ще одне одужання.
7 вересня 2020 року повідомлено, що зареєстрований ще один випадок хвороби в громадянина Сент-Вінсенту і Гренадин, який прибув до країни 5 вересня з Ямайки.
11 вересня 2020 року повідомлено, що зареєстровано ще два випадки хвороби у громадяни Сент-Вінсенту і Гренадин, які повернулися з Британських Віргінських Островів. Зареєстровано також 3 одужання.
17 вересня 2020 року повідомлено, що на Сент-Вінсенті і Гренадинах не залишилось активних випадків COVID-19.
15 жовтня 2020 року повідомлено, що в країні є один активний випадок COVID-19 у громадянина США, який прибув до Сент-Вінсента і Гренадин 14 жовтня з Флориди.
16 жовтня 2020 року повідомлено, що виявлено ще два випадки COVID-19. Обидва випадки прибули рейсом авіакомпанії «Caribbean Airlines» з Барбадосу.
20 жовтня 2020 року повідомлено про виявлення ще одного випадку COVID-19 у дорослого чоловіка, який прибув із США 18 жовтня 2020 року.
23 жовтня 2020 року повідомлено про 5 нових випадків COVID-19, 4 з яких прибули з США та один з Канади, та усі прибули з негативними ПЛР-тестами на коронавірус.
18 листопада 2020 року повідомлено про 5 нових випадків COVID-19.

### Січень-серпень 2021 року
15 січня 2021 року у країні зареєстровано першу смерть від COVID-19 у 49-річної жінки з низкою хронічних хвороб.
У квітні труднощі з боротьби з поширенням хвороби посилилися катастрофічним виверженням вулкану Суфрієр. Згодом спроби евакуації населення ускладнилися необхідністю проведення тестування та вакцинації перед прибуттям на сусідні острови.
29 грудня 2021 року Національна організація з боротьби з надзвичайними ситуаціями країни оголосила про перший зареєстрований у країні випадок варіанту Омікрон.